# Minas Morgul (groupe)
Pour les articles homonymes, voir Minas Morgul (homonymie).
Minas Morgul est un groupe de black metal allemand, originaire de Francfort-sur-l'Oder, en Brandebourg.

## Biographie
Minas Morgul est formé en 1997 à Francfort-sur-l'Oder en Brandebourg en Allemagne. Il traite principalement de paganisme. Le nom du groupe fait référence à une cité fortifiée, Minas Morgul, de l'univers imaginaire du Seigneur des anneaux de J. R. R. Tolkien. Le groupe existait pendant un an sans nom, jusqu'à un concert local à Rockit. Ils y enregistrent une démo intitulée First Battle, publiée en 1998, et distribuée à un petit nombre de personnes.
Après quelques performances, ils publient la même année une autre démo intitulée The Dark Age of Revelation. Après le départ du claviériste Matze, celui-ci est remplacé par Anne. En 2000, ils publient leur premier album studio, Das dunkle Reich des Paganlords. Après d'autres concerts, le label Aural Attakk Productions commence à s'intéresser au groupe et le signe en février 2002. En coopération avec Aural Attakk Productions, le groupe publie un nouvel album studio intitulé Schwertzeit.
2004 devait assister à la publication d'un nouvel album Minas Morgul via Aural Attack Productions, mais le groupe change ses plans pour octobre 2004. Ils publient l'album studio Todesschwadron Ost en janvier 2005 chez Spider House. Après la publication de l'album, ils mettent fin à leur contrat avec Black Attakk. En mars 2007, le groupe joue au Ragnarök Festival et se prépare, un mois plus tard, pour l'enregistrement de son nouvel album. Nidhogg quitte le groupe pour des raisons personnelles. En fin juin 2007, Nazgul est accueilli dans le groupe, qui à on tour remplacé par Rico en juillet la même année. En août 2008, ils effectuent un split avec Varg. En juillet 2009 sort l'album Eisengott. En 2012 sort le nouvel album du groupe, Ära, au label Black Skull,.

## Membres

### Membres actuels
- Berserk – batterie (depuis 1997)[1]
- Saule – guitare (depuis 1997)[1]
- Herr Ewald – guitare (depuis 1997)[1]
- 13R13 – chant (depuis 2007)[1]
- Bobby B. – basse (depuis 2013)[1]

### Anciens membres
- Matze – clavier (1997-1999)[1]
- Nidhogg vom Walde – chant (1997-2007)[1]
- Tard – basse (1998-2013)[1]
- Anne – clavier, flute (1999-2002)[1]

## Discographie

### Albums studio
- 2000 : Das Dunkle Reich des Paganlords
- 2002 : Schwertzeit
- 2005 : Todesschwadron Ost
- 2007 : Aus Blut Gemacht
- 2008 : Schildfront (split avec Varg)
- 2009 : Eisengott
- 2012 : Ära
- 2017 : Kult
- 2021 : Heimkehr
- 2023 : Nebelung

### Démos
- 1998 : First Battle
- 1998 : The Dark Age of Revelation
- 2006 : Donareiche